# Cis aldabranus
Cis aldabranus es una especie de coleóptero de la familia Ciidae.

## Distribución geográfica
Habita en  Aldabra.